# Abingdon Abbey

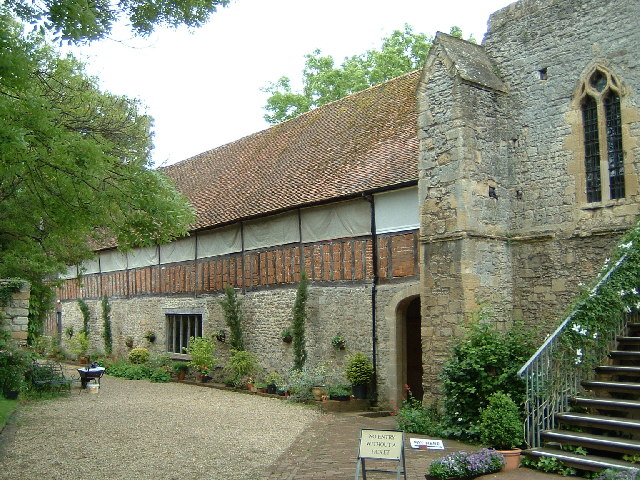
Die lange Galerie von Abingdon Abbey.

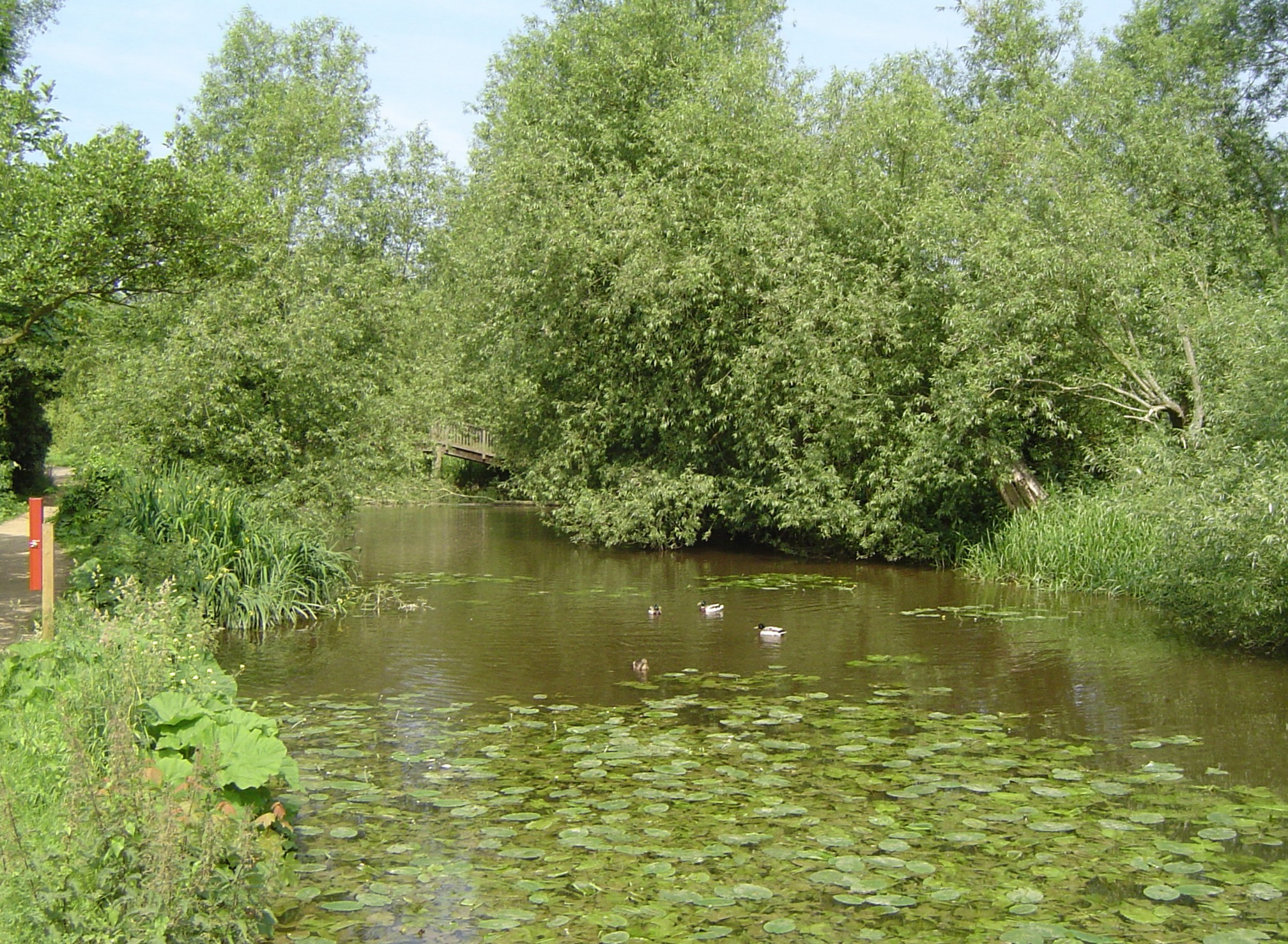
Blick von Abingdon Lock auf Abingdon Abbey

Abingdon Abbey (auch St. Mary’s Abbey) war ein Benediktinerkloster in Abingdon, Oxfordshire.

## Geschichte
Die Abtei wurde angeblich 675 durch Cissa, den Vizekönig von Centwine und König der Saxons, oder seinen Neffen Hæha zu Ehren der Jungfrau Maria gegründet und bot anfangs 12 Mönchen Platz.
Mit der Unterstützung mehrerer westangelsächsischer Könige wuchs ihre Bedeutung und finanzielle Stabilität. Sie wurde durch die Wikinger zur Zeit König Alfreds des Großen zerstört. Es gibt eine Sammlung von 136 Artikeln mit Rechten, die dem Kloster von verschiedenen angelsächsischen Königen gewährt wurden. Die Geschichte des Klosters wurde im 12. Jahrhundert in der Historia Ecclesie Abbendonensis niedergeschrieben.
Unter den Äbten spielten der spätere Bischof von Winchester Æthelwold (um 904–984), Faritius († 1117), auch bekannt als Faricius, und Richard von Hendred eine herausragende Rolle. Der letzte Abt Thomas Pentecost, auch bekannt als Rowland, war einer der ersten, die den kirchlichen Supremat des Königs akzeptierten.

## Gebäude

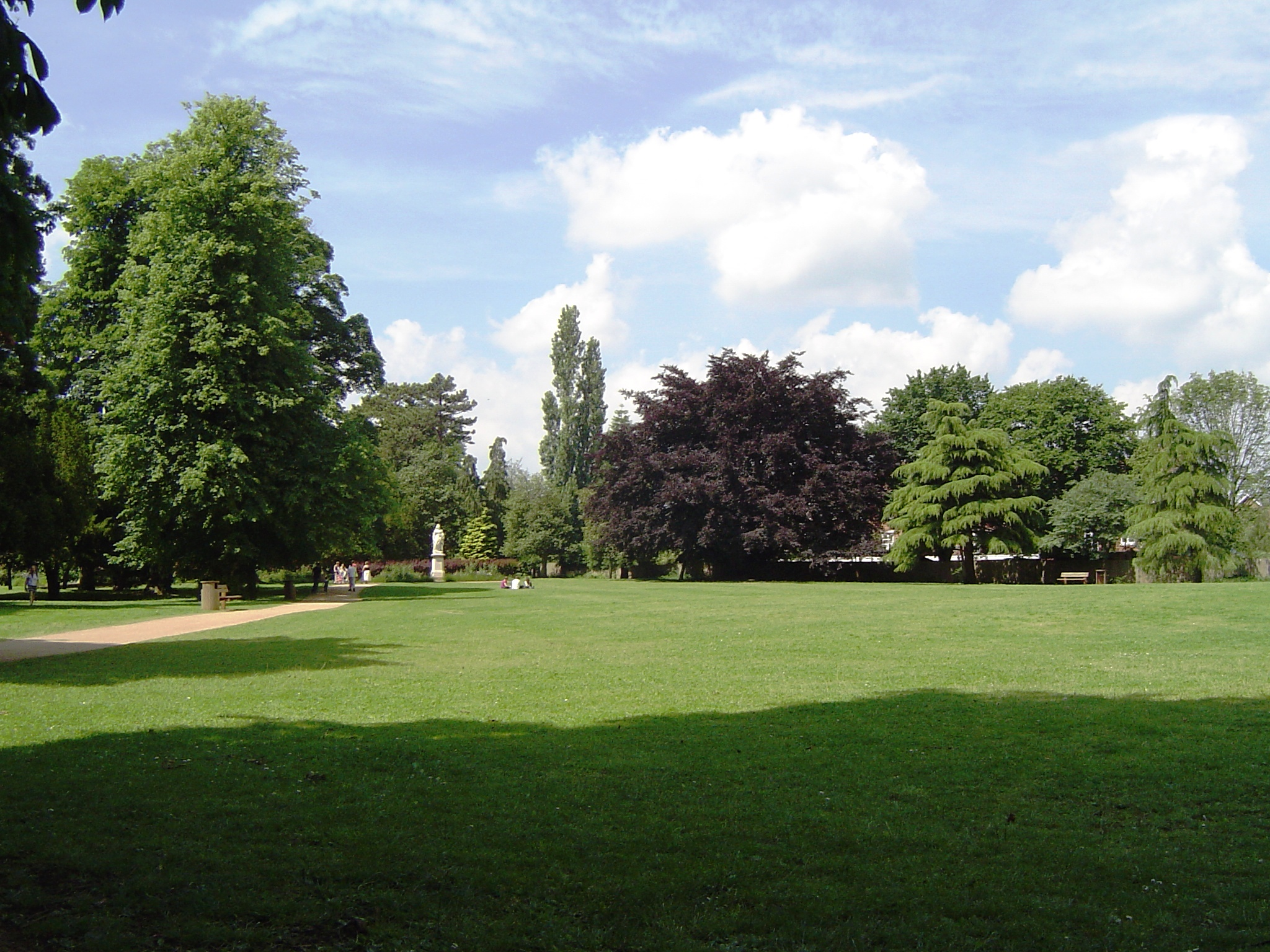
In diesem Park stand früher die Abteikirche

Es gibt keine Überreste der Abteikirche, lediglich einige Ruinen von Bögen in den Abbey Gardens, die aber vermutlich erst 1920 als Replik im historischen Stil errichtet wurden. Es gibt aber denkmalgeschützte klösterliche Gebäude wie das klösterliche Kameralgebäude (Abbey Exchequer), die lange Fachwerkgalerie (Long Gallery), das klösterliche Backhaus, das Klostertor (Abbey Gateway), das ehemals als Pilgerunterkunft dienende Johanneshospiz (St John’s Hospitium) und die Nicolaikirche (Church of Saint Nicolas). Einer der historischen offenen Kamine wurde aus dem Kloster ausgebaut und ist heute noch in Lacies Court zu sehen.